# Dieter Zembski
Dieter Zembski (ur. 6 listopada 1946) – niemiecki piłkarz występujący na pozycji obrońcy.

## Kariera klubowa
Zembski zawodową karierę rozpoczynał w 1968 roku w Werderze Brema. W Bundeslidze zadebiutował 7 czerwca 1968 w wygranym 6:5 meczu z Borussią Mönchengladbach. W sezonie 1968/1969 w lidze zagrał raz, a w następnym 19 razy. Od początku sezonu 1970/1971 stał się podstawowym graczem Werderu. 7 października 1970 w zremisowanym 1:1 spotkaniu z Borussią Mönchengladbach strzelił pierwszego gola w trakcie gry w Bundeslidze. W ciągu siedmiu sezonów w Werderze rozegrał 179 ligowych spotkań i zdobył 4 bramki.
W 1975 roku do innego pierwszoligowego zespołu - Eintrachtu Brunszwik. Pierwszy ligowy mecz zaliczył tam 9 sierpnia 1975 przeciwko Bayernowi Monachium (1:1). W 1977 roku zajął z klubem 3. miejsce w lidze. W 1980 roku spadł z klubem do 2. Bundesligi. Wówczas zakończył karierę.

## Kariera reprezentacyjna
Zembski rozegrał jedno spotkanie w reprezentacji RFN. Był to wygrany 5:0 towarzyski mecz przeciwko Meksykowi rozegrany 8 września 1971.